# Râul Berzovița
Râul Berzovița este un afluent al râului Bârzava.

## Bazin hidrografic
Bazinul hidrografic al râului este Bazinul Timiș-Bega.

## Hărți
- Harta Județului Caraș-Severin
- Harta Munții Semenic  Arhivat în 4 martie 2016, la Wayback Machine.
- Harta Munții Aninei [nefuncțională – arhivă]